# Hyposidra polia
Hyposidra polia är en fjärilsart som beskrevs av George Francis Hampson 1896. Hyposidra polia ingår i släktet Hyposidra och familjen mätare. Inga underarter finns listade i Catalogue of Life.